# Saga-Cités
Saga-Cités est une émission de télévision d'information française présentée par Bernard Loche, et diffusée le mardi sur FR3, puis France 3 en début d'après-midi et rediffusée le samedi matin, de 1991 au 22 juin 2002.

## Le principe de l'émission
Saga-Cités était une émission d'information consacrée à la ville et à la banlieue, diffusée sur FR3, devenue France 3. Les reportages étaient consacrés à l'actualité, la vie sociale et culturelle en banlieue.